# سمكة تدعى وندا (فلم)
سمكة تدعى وندا (بالإنجليزية: A Fish Called Wanda) هو فيلم كوميدي تم إنتاجه في المملكة المتحدة والولايات المتحدة وصدر في سنة 1988. الفيلم من إخراج جون كليز وكتابة جون كليز.

## بطولة
- جون كليز
- جيمي لي كرتيس
- كيفين كلاين

## الميزانية والإيرادات
حقق أرباحا تقدر بـ 62,493,712 دولار.

### ترشيحات وجوائز
| السنة | الحدث          | الفئة                  | النتيجة  |
| ----- | -------------- | ---------------------- | -------- |
|       | جائزة الأوسكار | أفضل ممثل في دور مساعد | فـــــوز |

## وصلات خارجية
- مقالات تستعمل روابط فنية بلا صلة مع ويكي بيانات

1. ↑  "معلومات عن سمكة تدعى وندا (فيلم) على موقع collections.cinematheque.qc.ca". collections.cinematheque.qc.ca. مؤرشف من الأصل في 2019-03-29.
2. ↑  "معلومات عن سمكة تدعى وندا (فيلم) على موقع edb.co.il". edb.co.il. مؤرشف من الأصل في 31 يوليو 2016. اطلع عليه بتاريخ أغسطس 2020. {{استشهاد ويب}}: تحقق من التاريخ في: |تاريخ الوصول= (مساعدة)
3. ↑  "معلومات عن سمكة تدعى وندا (فيلم) على موقع isan.org". isan.org. مؤرشف من الأصل في 2019-03-29.